# Monforte d’Alba

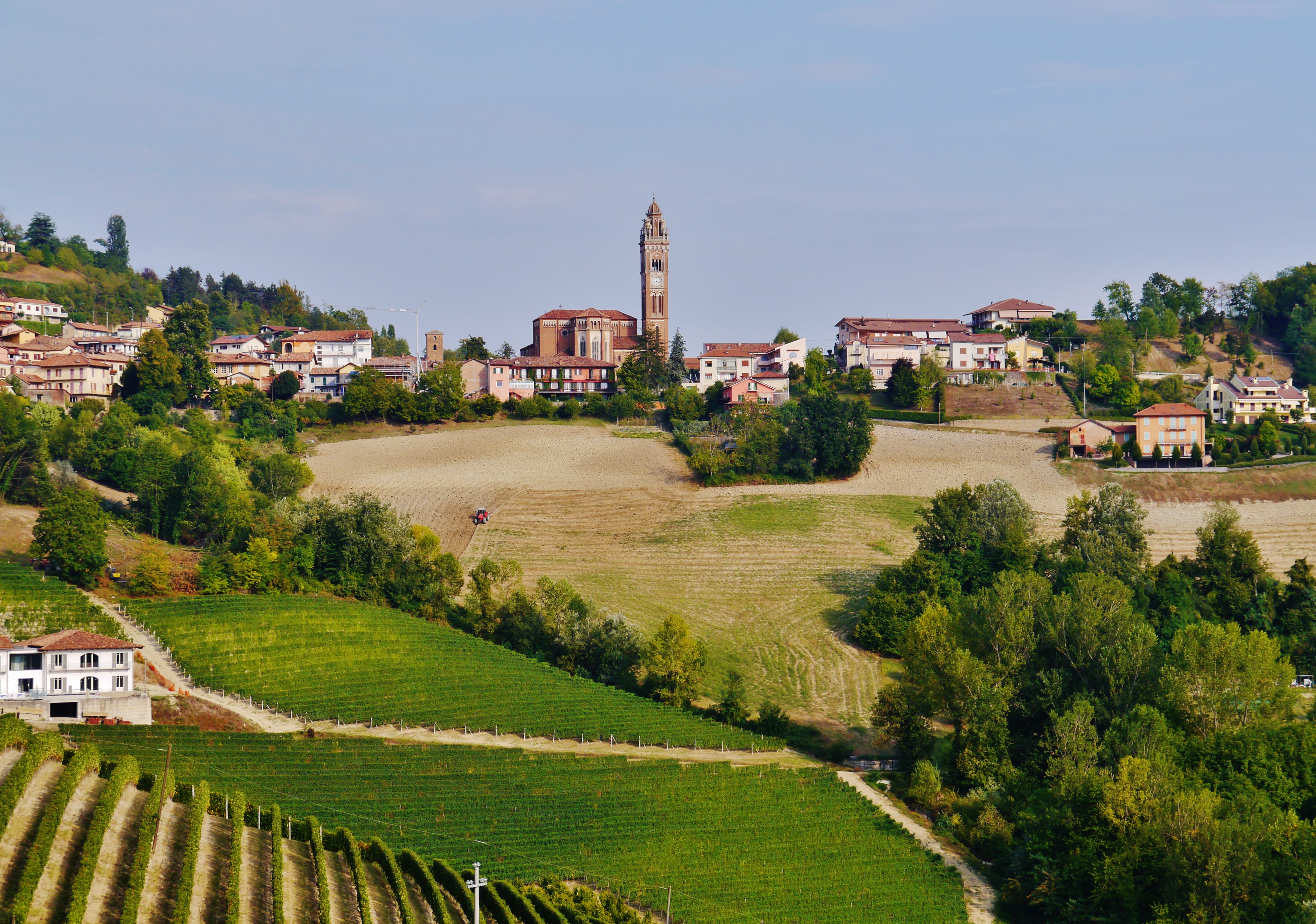
Monforte d'Alba im Piemont

Monforte d’Alba (Monfòrt in Piemontesisch) ist eine italienische Gemeinde in der Provinz Cuneo (CN) in der Region Piemont und ist Träger der Bandiera Arancione des TCI.

## Lage und Einwohner
Monforte d’Alba liegt rund 50 km nordöstlich von der Provinzhauptstadt Cuneo in der Weinregion Langhe. Das Gemeindegebiet umfasst eine Fläche von 25 km² und hat 1919 Einwohner (Stand 31. Dezember 2023). Zur Gemeinde gehören auch die Fraktionen (Frazioni) Camie-Benenti, Castelletto, Manzoni, Perno, Sant’Anna, San Giuseppe und San Sebastiano.
Die Nachbargemeinden sind Barolo, Castiglione Falletto, Dogliani, Monchiero, Novello, Roddino und Serralunga d’Alba.

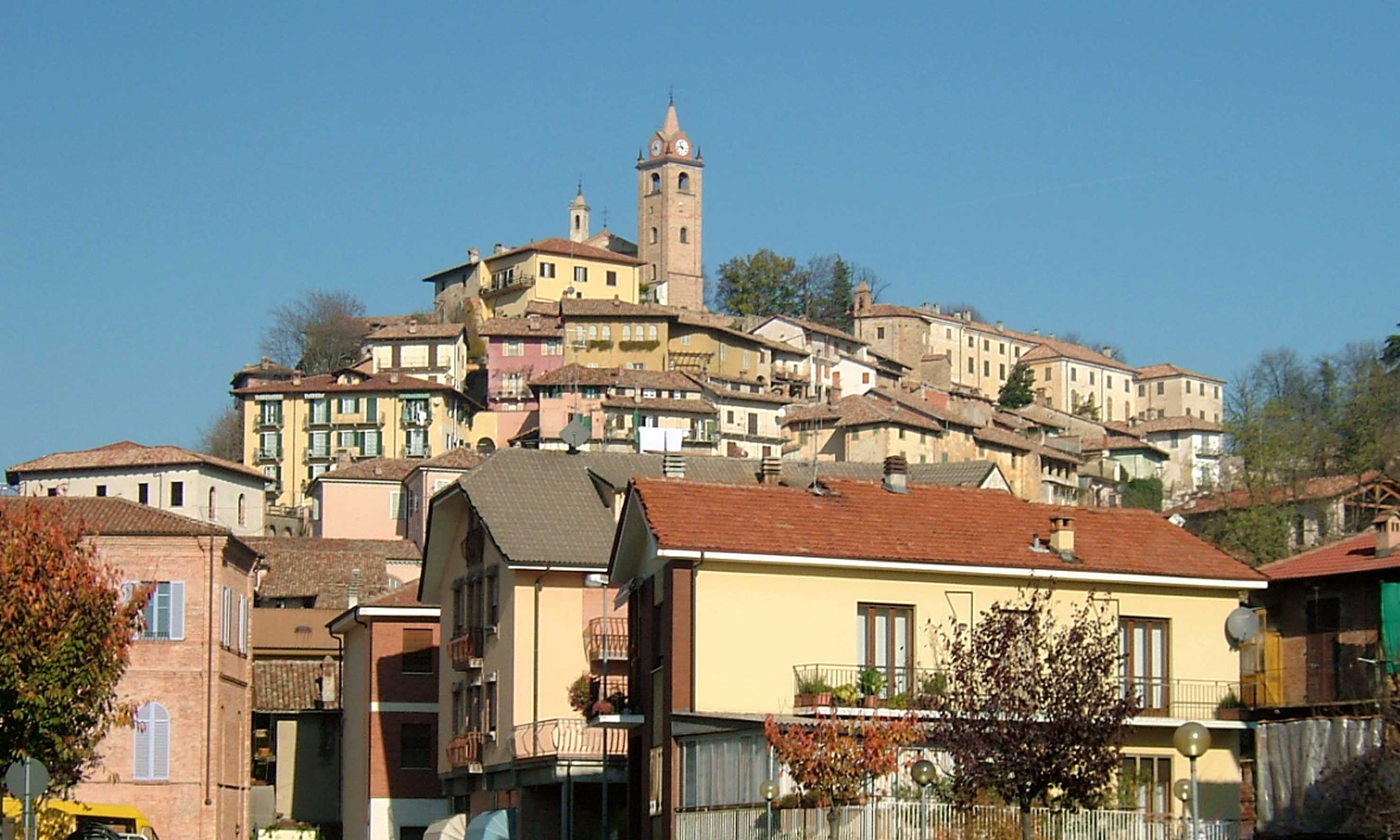
Blick auf Monforte d’Alba

## Geschichte

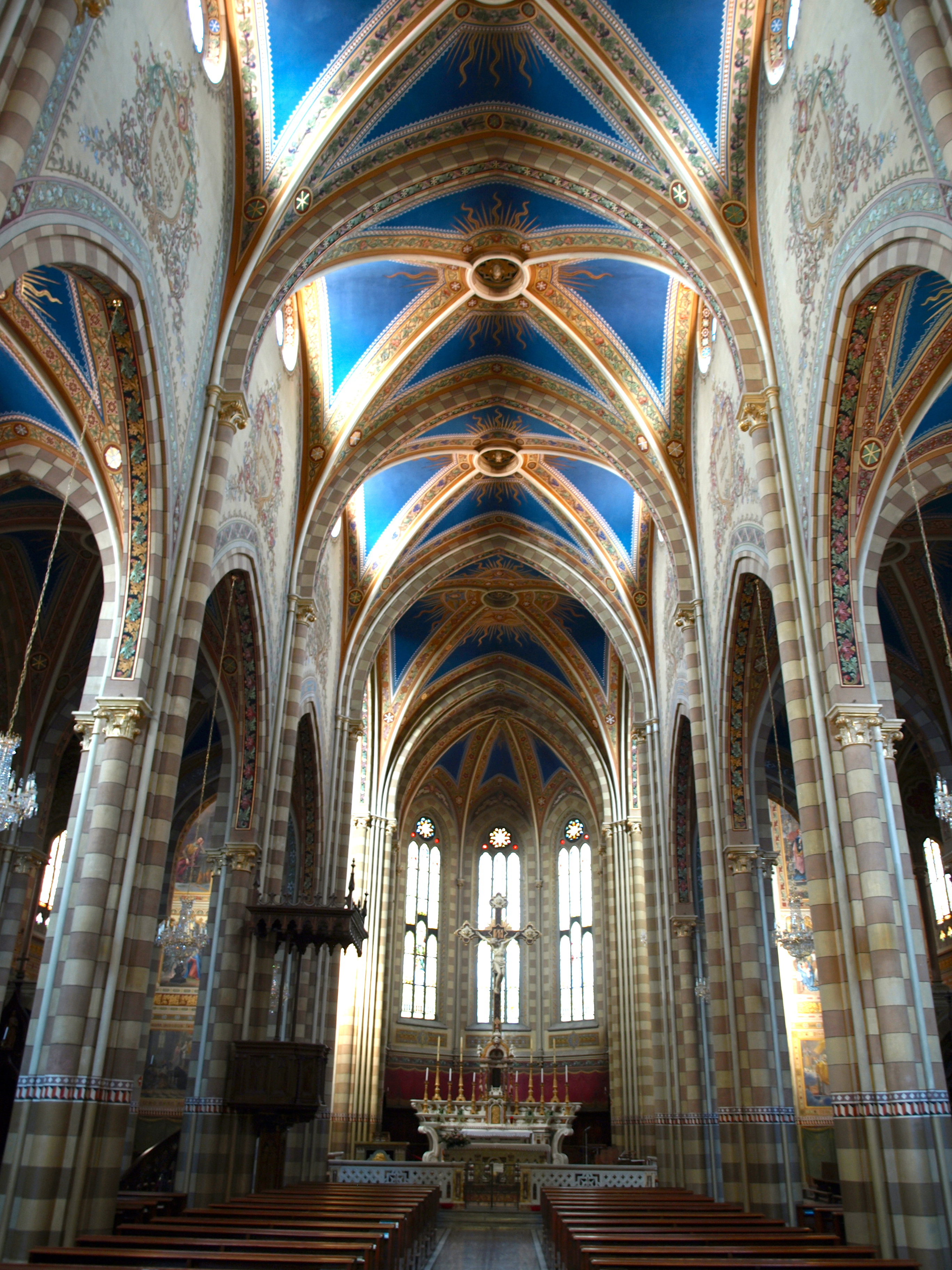
Kirche Pfarrkirche Madonna della Neve

Der Ortsname leitet sich von MONS FORTIS ab, was durch mittelalterliche Zitate wie „Monsfortis“, „Monteforti“ und „Montefort“ deutlich belegt wird. Der Name spielt offensichtlich auf die privilegierte Stellung der Siedlung aus Verteidigungssicht an. Die Ursprünge des geschichtsträchtigen Dorfes reichen sicherlich bis in die Römerzeit zurück, als es „pagus romanus“ hieß. In der lombardischen und karolingischen Zeit zeichnete sich die Stadt durch ihre strategische Lage als Militärbastion aus und blieb dies auch während der Kämpfe, in denen die Herren der Gegend mit der Gemeinde Alba in Konflikt gerieten.
Im Jahr 1142 ging die Burg an den Marquis Bonifacio von Cortemilia und anschließend an die Gemeinde Alba, an die Visconti von Mailand und an Kaiser Friedrich I. über. Mehrmals geplündert, fand sie erst ab dem 18. Jahrhundert Frieden, als Carlo Emanuele von Savoyen belehnte er die Familie Del Carretto.

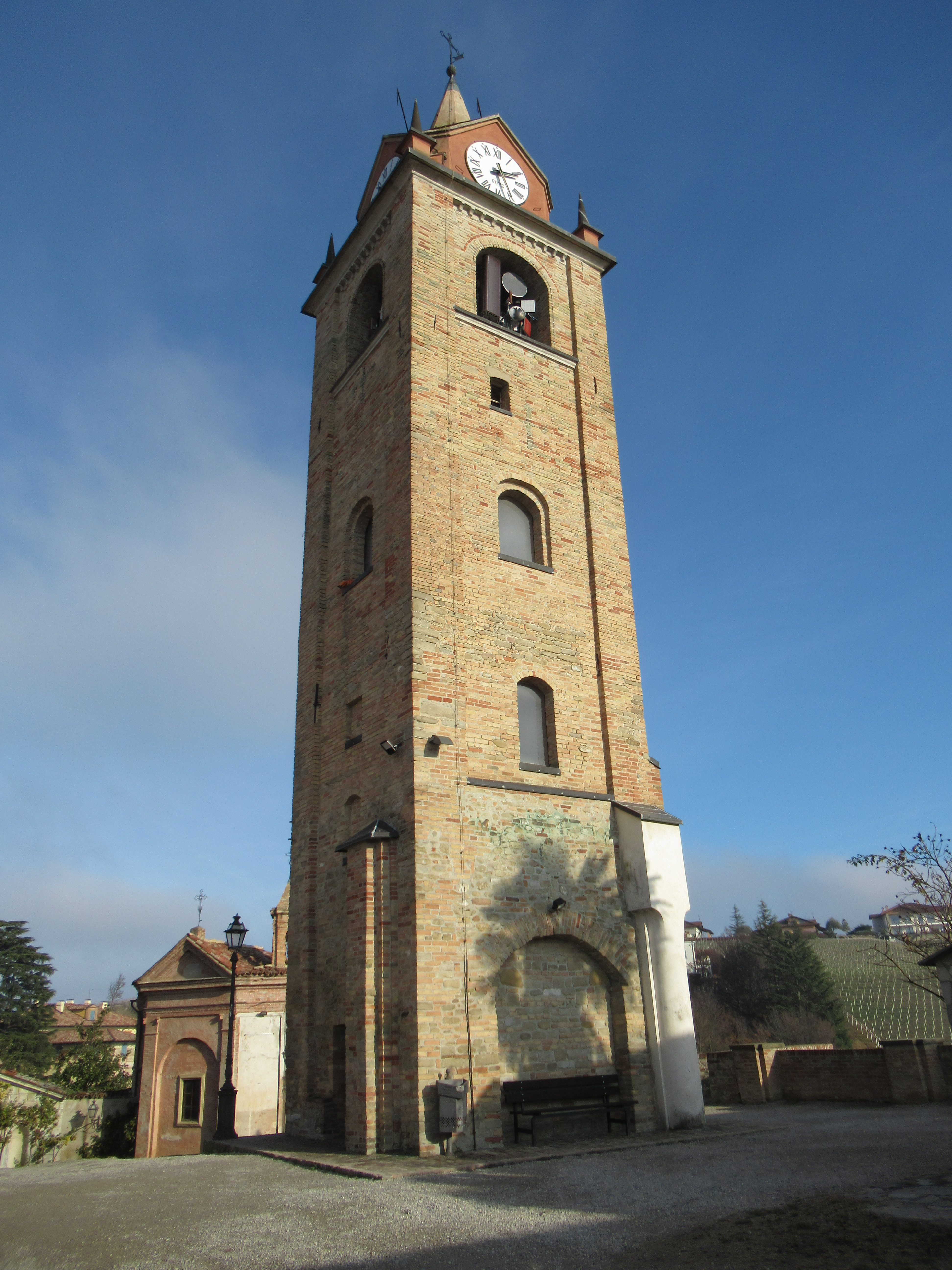
Der freistehende Glockenturm auf dem Dorfplatz

## Sehenswürdigkeiten
Das charmante historische Zentrum wird von der heutigen Patrizierresidenz dominiert, die den Scarampi-Marquisen von Kairo gehört und auf den Mauern der alten Burg errichtet wurde. Neben der Adelsvilla gibt es einen romanischen Glockenturm aus dem 13. Jahrhundert, die Bruderschaften Umiliate und Sant'Agostino aus dem 15. Jahrhundert und die Pfarrkirche aus dem 20. Jahrhundert im piemontesischen Gotikstil.
Der alte Dorfplatz wird vom Glockenturm romanischen Ursprungs dominiert, dem Überbleibsel der bereits bestehenden mittelalterlichen Kirche, die zu Beginn dieses Jahrhunderts abgerissen wurde. Im Weiteren sehenswert sind:
- Der Palazzo Scarampi aus dem 18. Jahrhundert.
- Das Oratorium von Santa Elisabetta.
- Die Pfarrkirche Madonna della Neve im romanisch-gotischen Stil.
- Die Kirche Santo Stefano, die sich im kleineren Kern von Perno befindet.
- Die Kirche Assunta, in der Fraktion Castelletto, die mittelalterliche Fresken bewahrt.

## Kulinarische Spezialitäten
Die Beeren der Rebsorten Spätburgunder und/oder Chardonnay dürfen zum Schaumwein Alta Langa verarbeitet werden. In Monforte d’Alba werden Reben für den Dolcetto d’Alba, einen Rotwein mit DOC Status angebaut. Vor allem werden die Rebsorten Nebbiolo und Barbera angebaut. Die Rebsorte Nebbiolo wird vor allem zum bekannten Barolo ausgebaut. Monforte d’Alba ist eine der 11 Gemeinden, in denen der Barolo produziert wird.